# برنامج الأسلحة النووية الياباني
نُفّذ البرنامج الياباني لتطوير الأسلحة النووية في أثناء الحرب العالمية الثانية. عانى البرنامج من عدة مشاكل، مثله كمثل برنامج الأسلحة النووية الألماني، ولم يتمكن في النهاية من إحراز أي تقدم بعد المرحلة الاختبارية قبل إلقاء القنبلتين الذريتين على هيروشيما وناغازاكي واستسلام اليابان في أغسطس 1945.
في الوقت الحاضر، أصبحت البنية التحتية للطاقة النووية في اليابان قادرة على بناء الأسلحة النووية في أي وقت. أدى إزالة الطابع العسكري لليابان وحماية المظلة النووية للولايات المتحدة إلى وضع سياسة قوية تتمثل بعدم تسليح التكنولوجيا النووية، يدعو بعض الساسة والمسؤولين العسكريين السابقين في اليابان إلى التراجع عن هذه السياسة في ظل مواجهة تجارب الأسلحة النووية التي تجريها كوريا الشمالية.

## نظرة عامة
في عام 1934، صدرت «نظرية الفيزياء الذرية» عن أستاذ جامعة توهوكو، هيكوساكا تادايوشي. أشار هيكوساكا إلى الطاقة الهائلة التي تحتويها نواة الذرة وإمكانية إنتاج الطاقة النووية والأسلحة على حد سواء. في ديسمبر 1938، أرسل الكيميائيان الألمانيان أوتو هان وفريتز ستراسمان مسودة إلى ناتوريسنستشافتن (مجلة علوم الطبيعة) تفيد اكتشافهما لعنصر الباريوم بعد قذف اليورانيوم بالنيوترونات، وفي الوقت نفسه، أبلغا ليز مايتنر بهذه النتائج. فسرت مايتنر وابن أخيها أوتو روبرت فريش هذه النتائج على النحو الصحيح باعتبارها انشطارًا نوويًا، وأكد فريش هذا تجريبيًا في 13 يناير 1939. سرعان ما أدرك علماء الفيزياء في مختلف أنحاء العالم إمكانية إنتاج تفاعل نووي متسلسل وأبلغوا حكوماتهم بإمكانية تطوير أسلحة نووية.

## الحرب العالمية الثانية
كان الدكتور يوشيو نيشينا من أبرز شخصيات البرنامج الذري الياباني، وهو زميل مقرب من نيلز بور ومعاصر لألبرت أينشتاين. ساهم نيشينا في تأليف صيغة كلاين نيشينا. أسس نيشينا مختبرًا خاصًا به للبحوث النووية لدراسة فيزياء الجسيمات في عام 1931 في معهد ريكن (معهد البحوث الفيزيائية والكيميائية)، الذي أُنشئ في عام 1917 في طوكيو لتشجيع البحوث الأساسية. أنشأ نيشينا أول مسرع دوراني بقطر 26 بوصة (660 مليمتر) في عام 1936، وآخر ذا 60 بوصة (1500 مليمتر)، بوزن 220 طن في عام 1937. في عام 1938، اشترت اليابان أيضًا مسرعًا دورانيًا من جامعة كاليفورنيا في بيركلي.
في عام 1939 أدرك نيشينا القدرات العسكرية للانشطار النووي، وكان قلقًا من أن يعمل الأمريكيون على سلاح نووي يمكن استخدامه ضد اليابان. في واقع الأمر، بدأ الرئيس فرانكلين ديلانو روزفلت في عام 1939 أول التحريات المختصة بالأسلحة الانشطارية في الولايات المتحدة، التي تبلور عنها في النهاية مشروع مانهاتن الضخم، وأصبح المختبر الذي اشترت منه اليابان مسرعًا دورانيًا أحد المواقع الرئيسة لبحوث الأسلحة.
في مطلع صيف عام 1940، التقى نيشينا بالفريق تاكيو ياسودا على متن قطار. وكان ياسودا آنذاك مديرًا لمعهد البحوث الفنية التابع لإدارة الطيران في الجيش. أخبر نيشينا ياسودا عن إمكانية صنع أسلحة نووية. ومع ذلك، فإن مشروع الانشطار الياباني لم يبدأ رسميًا حتى أبريل 1941 عندما اتخذ ياسودا الإجراءات بناءً على أمر من وزير الجيش، هيديكي توجو، بتحري إمكانيات الأسلحة النووية. مرر ياسودا الأمر إلى الفيكونت ماساتوشي أكوتشي في سلسلة القيادة، مدير معهد ريكن، الذي مرره إلى نيشينا، الذي ضم مختبره للأبحاث النووية أكثر من 100 باحث في عام 1941.
في هذه الأثناء، واصل معهد بحوث التكنولوجيا التابع للبحرية اليابانية الإمبريالية تحرياته المنفصلة، واشترك مع أساتذة من الجامعة الإمبريالية في طوكيو، للحصول على المشورة بشأن الاسلحة النووية. أدى ذلك إلى تشكيل لجنة البحوث في مجال تطبيق الفيزياء النووية، برئاسة نيشينا، التي اجتمعت عشر مرات بين يوليو 1942 ومارس 1943. وخلصت في تقرير إلى أنه في حين أن القنبلة الذرية قابلة للتنفيذ، من ناحية المبدأ، «قد يكون من الصعب حتى على الولايات المتحدة أن تنجز تطبيق القوة الذرية في أثناء الحرب». تسبب ذلك بفقدان البحرية اهتمامها بالأسلحة النووية والتركيز بدلًا من ذلك على أبحاث الرادار.

### مشروع ناي غو
لم يكُن الجيش مُثبط العزيمة، وسرعان ما شكّل مشروعًا تجريبيًا في معهد ريكن بعد أن أصدرت اللجنة تقريرها، وهو مشروع ناي غو. كان الهدف منه فصل اليورانيوم 235 بواسطة الانتشار الحراري، متجاهلًا الطرق البديلة مثل فصل النظائر، والانتشار الغازي، والطرد المركزي الغازي. بحلول فبراير 1945، نجحت مجموعة صغيرة من العلماء في إنتاج كمية صغيرة من المواد في جهاز فصل أولي في معهد ريكن، وهي مادة أشار لها مسرع دوران ريكن أنها ليست يورانيوم 235. انتهى مشروع جهاز الفصل بعد شهرين عندما دُمر المبنى في مارس 1945 في حريق نجم عن غارة شنتها القوات الجوية لجيش الولايات المتحدة على طوكيو. لم تُبذل أي محاولة لبناء مفاعل نووي؛ إذ لم تكن المياه الثقيلة متاحة، إلا أن تاكيوتشي ماسا، المسؤول عن جهاز فصل نيشينا، حسب أن المياه الخفيفة ستفي بالغرض إذا كان من الممكن تخصيب اليورانيوم من نسبة 5 إلى 10% من اليورانيوم 235.
بينما كانت هذه التجارب قيد التنفيذ، أجرى الجيش والبحرية عمليات بحث عن خام اليورانيوم، في مواقع تتراوح بين محافظة فوكوشيما وكوريا والصين وبورما. طلب اليابانيون مواد من حلفائهم الألمان وأُرسل 560 كغ من أكسيد اليورانيوم غير المعالج لليابان في أبريل 1945 على متن الغواصة يو-234 التي استسلمت للقوات الأمريكية في المحيط الأطلسي عقب استسلام ألمانيا. أُفيد بأن أكسيد اليورانيوم الذي يحمل تسمية «يو- 234» ما يزال غير معروف، وهو ما قد يكون تسمية مغلوطة للغواصة وخصائصها الدقيقة؛ إذ تعتقد بعض المصادر أن هذه المادة ليست من المواد التي تُستخدم في صنع الأسلحة، بل تُستخدم كمادة محفزة في إنتاج الميثانول التركيبي المستخدم في وقود الطيران.
وفقًا لوليامز، فإن «الافتقار المشابه لليورانيوم عالي الجودة الذي أعاق المشروع النووي الألماني كان أيضًا -كما تبين- سببًا في عرقلة المحاولات اليابانية لتصنيع القنبلة». كان ذلك ما خلصت إليه مجموعة استخبارات مشروع مانهاتن، التي ذكرت أن علماء الفيزياء النووية في اليابان كانوا على نفس القدر من الجودة التي كان عليها علماء الدول الأخرى.

### مشروع إف غو
في عام 1943، استحدثت قيادات بحرية يابانية مختلفة برنامجًا للبحوث النووية، وهو مشروع إف غو، في عهد بونساكو أراكاتسو في جامعة كيوتو. أمضى أراكاتسو سنوات عديدة في الدراسة في الخارج، بما في ذلك في مختبر كافندش في كامبريدج تحت إشراف إرنست رذرفورد وفي جامعة هومبولت في برلين تحت إشراف ألبرت أينشتاين. إلى جانب نيشينا، كان أراكاتسو أبرز الفيزيائيين النوويين في اليابان. ضم فريقه يوكاوا هيديكي، الذي كان أول فيزيائي ياباني يحصل على جائزة نوبل في عام 1949.
طلب القائد الحربي كيتاغاوا، رئيس قسم المواد الكيميائية التابع لمعهد بحوث البحرية، في وقت مبكر من الحرب من أراكاتسو القيام بأعمال فصل اليورانيوم 235. استمر العمل ببطء، ولكن قبيل انتهاء الحرب، صمم منبذة فائقة (تبلغ 60 ألف دورة في الدقيقة) أملًا في أن تحقق النتائج المطلوبة. لم يكتمل سوى تصميم الآلات قبل استسلام اليابان.
بعد استسلام اليابان بفترة وجيزة، أفادت بعثة القنبلة الذرية -التابعة لمشروع مانهاتن المرسَلة إلى اليابان في سبتمبر- أن مشروع إف غو حصل على 20 غرامًا من الماء الثقيل في الشهر من محطات الأمونيا الكهربائية في كوريا وكيوشو. في الواقع، أطلق الصناعي جون نوغوتشي برنامجًا لإنتاج المياه الثقيلة قبل بضعة أعوام. في عام 1926، أسس نوغوتشي شركة طاقة كهرمائية كورية في كونان (المعروفة حاليًا باسم هنغنام) في كوريا الشمالية الشرقية: أصبح هذا الموقع أحد المجمعات الصناعية التي تنتج الأمونيا لتصنيع الأسمدة. بيد أنه على الرغم من توفر مرفق لإنتاج المياه الثقيلة كان من الممكن أن ينافس إنتاجه إنتاج شركة نورسك هيدرو في فيمورك في النرويج، يبدو أن اليابانيين لم يقوموا بدراسات عن مضاعفة النيوترون باستخدام المياه الثقيلة كمهدئ في كيوتو.